# Hyalopsyche parvispinosa
Hyalopsyche parvispinosa är en nattsländeart som beskrevs av Schmid 1959. Hyalopsyche parvispinosa ingår i släktet Hyalopsyche och familjen Dipseudopsidae. Inga underarter finns listade i Catalogue of Life.